# Campigneulles-les-Petites
Campigneulles-les-Petites là một xã của tỉnh Pas-de-Calais, thuộc vùng Hauts-de-France, miền bắc nước Pháp.

## Dân số
| 1962                                                           | 1968 | 1975 | 1982 | 1990 | 1999 |
| -------------------------------------------------------------- | ---- | ---- | ---- | ---- | ---- |
| 185                                                            | 200  | 266  | 539  | 515  | 517  |
| Census count starting from 1962: Population without duplicates |      |      |      |      |      |